# 茜利妹
茜利妹（英語：Missy Hyper），本名鄭敏妮，香港跨領域藝術家/策展人、電台及電視節目主持人、電影及舞台劇演員、作家。香港同志遊行首位連任《彩虹大使》，於國立臺北藝術大學修畢國際藝術碩士。 

## 簡歷
香港土生土長，早年就讀香港演藝學院 主修「舞台服裝製作」，離校後任電影助理服裝指導兩年，再赴澳洲皇家墨爾本理工大學修畢廣告學文學士，1997年回流，翌年寄信向商業電台行政總裁俞琤自薦成功，隨即入職叱咤903任唱片騎師，主持深宵節目《茜利妹踩鋼線》，後因話題過火，被廣管局票控，節目停播一星期後，轉為早晨節目《茜利妹日光浴》。同年推出首本「小小說」《好年華》，至今已出版27本華文書籍（其中6本為合著）。2000年與903DJ同事少爺占、唱作人好友林一峰及林二汶組成3P樂團，同年於叱咤樂壇流行榜頒獎典禮中獲得「叱咤樂壇組合銅獎」（LMF獲金獎、Online獲銀獎），翌年解散。曾先後於商業電台第二台、香港電台第二台、DBC數碼電台
、D100、謎米香港及果燃台
主持節目。
2004年至2005年於博美娛樂有限公司出任唱片部創作總監。2007年至2011年於俞琤創立的年青人社企天比高創作夥伴出任傳訊部總監，與林日曦及有耳非文共事。
2012-13年期間因任職的DBC數碼電台面臨第一次倒閉，她受訪時爆金句：「創作人永遠都係處於失業同創業之間。」
，試圖向電視主持發展，與出櫃電視主持梁梓禧合作主持now觀星台 及ViuTV節目攣直後援會第1、2季。 2016年與電視節目拍檔吳日言合組《屬豬嘅小姐》網絡頻道，分享扮靚及化妝心得。兩人相繼結婚，頻道於2017年改名為《屬豬嘅靚太》。
2016年因踢爆網紅女魔術師Miss Hunny講大話而成為娛樂版及網絡熱話。
2018年因盧凱彤離世而啟發創作短片《情緒病患者親人自白》並獲香港青年協會 m21媒體空間《Values+ 網絡短片大奬》。
2018年至2020年期間完成9場個人Talk Show 斜槓女皇 Slash QueenTalkShow，先後於香港、丹麥哥本哈根及澳洲珀斯進行演出（以粵語及英語 演出）。原定2020年7月到英國倫敦演出因疫情取消。
近年積極向藝術界發展，於2020年9月發表首個個人畫展《揸兜光譜畫展 Unclassified Spectrum Art Exhibition》。 2021年12月於台北空總臺灣當代文化實驗場 C-LAB 策展《春之迷因》舞蹈藝術坊；2022年6月其膠彩畫作《給香港人・求數字陰影面積》應邀往美國紐約《Art Exhibition: Wandering • Hong Kong》  展出。同年8月應台灣《思劇團》之邀，主講《東南亞性別網絡2.0：虛實駐村》線上講座；及應邀參與《咪唔記得你個名啊！》聯合藝術展  。同年10月她於 國立臺北教育大學 主辦之國際研討會發表關於 變裝皇后 的學術研究報告 ；同年11月應台灣《隔離島劇團》之邀，出演四場香港知名劇作家 莊梅岩 獲獎作品《留守太平間》讀劇演出。2023年5月再應《隔離島劇團》之邀，出演5場香港獲獎劇作家張飛帆作品《危樓》「讀劇演出」。2023年8月演出5場 臺北藝穗節 話劇《失語》， 9月 桃園市政府文化局 協辦重演兩場。同年11月，其主演之劇情短片《老家》獲邀於 2023 台北金馬影展 進行世界首映；並獲台灣金片子大賽「評審團特別獎」。同年12月於高雄舉行《揸兜光譜 • 茜利妹台灣個展》 。2024年8月創作及演出3場臺北藝穗節《大齡學生妹登臺・單口X劇》。2025年6月於荷蘭海牙舉行首次歐洲個展《我呼吸的不是空氣，是自由 The Freedom that I Breathe》，其同名攝影作品獲第26屆台灣磺溪美展優選獎。

## 外部連結
- 茜利妹官方網頁（页面存档备份，存于）
- 茜利妹Instagram
- 茜利妹Facebook專頁
- 茜利妹YouTube頻道
- Moviecool影史庫（页面存档备份，存于）